# František Výborný
František Výborný (* 15. August 1953 in Jirny, Tschechoslowakei) ist ein tschechischer Eishockeytrainer und ehemaliger -spieler. Er ist der Vater von David Výborný, der über viele Jahre erfolgreich in der National Hockey League spielte.

## Karriere
František Výborný begann seine Karriere bei der TJ Motorlet Prag und spielte für diesen Verein in der 1. Česká národní hokejová liga, der zweithöchsten Spielklasse der ČSSR. 1972 wurde er zum Militärdienst einberufen und spielte ab diesem Zeitpunkt für den Armeeklub Dukla Jihlava, mit dem er fünf Meistertitel gewann. Erst 1985 wechselte er von Jihlava nach Mladá Boleslav, wo er 1987 seine Spielerkarriere beendete. Zwischen 1987 und 1989 betreute er diesen Verein als Trainer, bevor er zu ČLTK Prag zurückkehrte.
Ab 1990 betreute er die Juniorenmannschaften des HC Sparta Prag, bevor er während der Saison 1994/95 Pavel Wohl als Cheftrainer der Herrenmannschaft ablöste. In der folgenden Saison erreichte er mit Sparta den dritten Platz in der Liga, bevor er im Sommer 1996 zum slowenischen Klub HK Jesenice wechselte.
Für die Spielzeit 1998/99 wurde Výborný von Sparta als Assistenztrainer verpflichtet, bevor er ein Jahr später zum Cheftrainer befördert wurde. Am Ende der Saison 1999/2000 gelang ihm mit Sparta der Gewinn der tschechischen Meisterschaft, wobei seine Mannschaft in neun Playoff-Spielen keine einzige Niederlage hinnehmen musste. In der folgenden Spielzeit wechselte Výborný zweimal zwischen Chef- und Assistenztrainerposten hin und her und erreichte am Ende der Saison die Vizemeisterschaft hinter HC Slovnaft Vsetín.
Nach diesen Erfolgen mit Sparta wurde er 2001 vom Erstligisten HC Havířov verpflichtet, aber schon ein Jahr später unterschrieb er einen Zweijahresvertrag beim HC Litvínov. Zu Beginn der Saison 2004/05 hatte er den Cheftrainerposten beim HC Moeller Pardubice inne, trat aber nach dem sechsten Spieltag zurück und übernahm erneut den HK Jesenice, mit dem er die slowenische Meisterschaft gewann. Gleichzeitig wurde er vom slowenischen Eishockeyverband als Cheftrainer der slowenischen Nationalmannschaft verpflichtet, mit der er bei der Eishockey-Weltmeisterschaft 2005 den Abstieg verhindern konnte.
Im Oktober 2005 kehrte er nach Tschechien zurück und war seither hauptamtlicher Trainer von Sparta Prag. Mit Sparta konnte er sowohl 2006, als auch 2007 tschechischer Meister werden. Vor der Spielzeit 2009/10 gab er den Posten des Cheftrainers an Pavel Hynek ab und wurde dessen Assistenztrainer. Im Oktober 2009 wurde der gesamte Trainerstab aufgrund sportlichen Misserfolgs entlassen. Daraufhin übernahm Výborný das Traineramt beim HC Mountfield bis 2012, bevor er das Cheftraineramt beim Zweitligisten BK Mladá Boleslav übernahm. Mit diesem schaffte er 2014 den Aufstieg in die Extraliga.
Im Oktober 2017 wurde Výborný Cheftrainer beim HC Sparta Prag, nachdem dort Jiri Kalous entlassen worden war. 2018 verließ er Sparta und war ohne Anstellung, ehe er in der Saison 2019/20 Cheftrainer des HC Poruba wurde.

## Erfolge und Auszeichnungen
- Fünffacher tschechoslowakischer Meister mit Dukla Jihlava
- Tschechischer Meister 2000, 2006 und 2007 mit Sparta Prag
- Slowenischer Meister 2005 mit HK Jesenice
- Wahl zum Trainer des Jahres 2000, 2006 und 2007 in Tschechien